# The Dinner Party
The Dinner Party is een installatiekunstwerk van de Amerikaanse  feministische kunstenaar Judy Chicago. Het is een monument geworden voor 39 mythische, historische en/of beroemde vrouwen. Er is voor hen aan 3 tafels gedekt. Deze tafels zijn in een driehoek geplaatst. Daarnaast worden er ook 999 andere vrouwen met naam in de vloertegels geëerd. Het werd geproduceerd in samenwerking met diverse kunstenaars en vrijwilligers in de periode 1974-1979  en voor het eerst tentoongesteld in 1979. 

Vervolgens circuleerde het door 16 locaties in 6 landen op 3 continenten en ontving het een 'publiek van 15 miljoen bezoekers'. 

Sinds 2007 is het permanent te zien in het Brooklyn Museum, New York.

## Over het werk
Het werk is gebaseerd op het 'laatste avondmaal' thema in de kunstgeschiedenis. Een iconisch onderwerp binnen de (christelijke) kunst van vroegere tijden: het verhaal over het laatste avondmaal van Jezus en zijn 12 discipelen. Chicago heeft er een feministische versie aan toegevoegd.
Chicago heeft drie tafels in een driehoek geplaatst, zodat er 3 zijdes zijn ontstaan, elk 14,63 m lang. Er is op elke tafel voor 13 plaatsten gedekt, dus voor 39 gasten. 
- Zijde I : de goddelijke tafel, hier is gedekt voor de vrouwen uit de prehistorie en het romeinse rijk
- Zijde II : de renaissancetafel, hier zijn de vrouwen geplaatst die van belang waren tijdens het begin van het christendom tot en met de reformatie
- Zijde III : de moderne geschiedenis-tafel, vrouwen die een rol hadden in de Amerikaanse Revolutie tot en met het feminisme

Elke gedekte plek bevat een placemat, bord, beker of glas, bestek en een servet. Alle voorwerpen zijn speciaal geborduurd of anderszins bewerkt zodat de naam van de betreffende vrouw is opgenomen en symbolen verwerkt die naar de speciale verrichtingen verwijzen. Er is bewust gebruikgemaakt van handvaardigheden die vaak aan de vrouwen worden toegeschreven, zoals textielkunst: weven, borduren, naaien en aardewerk beschilderen. Deze kunsten worden vandaag minder gewaardeerd dan de schilder- of beeldhouwkunst.
De tafels zijn geplaatst op een witte vloer met driehoekige tegels van porselein, en draagt de naam: "Heritage Floor" (erfgoed vloer). Op de tegels worden 999 belangrijke vrouwen genoemd, die elk weer in verbinding staan met een vrouw aan de tafel.
The Dinner Party is gedoneerd door Elizabeth A. Sackler aan het Brooklyn Museum, waar het nu permanent te bezichtigen is in het  Elizabeth A. Sackler Center for Feminist Art, geopend in maart 2007.

### De 39 vrouwen aan tafel
Van prehistorie tot het Romeinse Rijk

1. Oergodin 

2. Vruchtbaarheidsgodin 

3. Isjtar 

4. Kali 

5. Slangengodin 

6. Sophia 

7. Amazone 

8. Hatsjepsoet 

9. Judith 

10. Sappho 

11. Aspasia 

12. Boadaceia 

13. Hypatia
Van het begin van het christendom tot de reformatie

14. Marcella 

15. Birgitta van Zweden 

16. Theodora 

17. Hroswitha 

18. Trotula 

19. Eleonora van Aquitanië 

20. Hildegard van Bingen 

21. Petronilla de Meath 

22. Christine de Pisan 

23. Isabella d'Este 

24. Elizabeth de eerste 

25. Artemisia Gentileschi 

26. Anna van Schurman
 Van de amerikaanse revolutie tot de vrouwenrevolutie

27. Anne Hutchinson 

28. Sacagawea 

29. Caroline Herschel 

30. Mary Wollstonecraft 

31. Sojourner Truth 

32. Susan B. Anthony 

33. Elizabeth Blackwell 

34. Emily Dickinson 

35. Ethel Smyth 

36. Margaret Sanger 

37. Natalie Barney 

38. Virginia Woolf 

39. Georgia O'Keeffe

## Details van het proces
Het heeft 6 jaar geduurd om the Dinner Party af te krijgen en de kosten bedroegen 250.000 dollar, naast de onbetaalde werkuren van vrijwilligers.
De keuze voor de driehoek komt voort uit het feit dat de driehoek lange tijd het symbool is geweest voor de vrouw. Het gelijkzijdige van deze driehoek benadrukt ook het gelijkheidsprincipe. Het getal 13 representeert de 13 personen in het oorspronkelijke avondmaal verhaal uit de Bijbel.
Chicago werkte de eerste drie jaar alleen aan het project, pas daarna kwamen de anderen. 400 mensen hebben bijgedragen aan het werk. 125 van hen werden leden van het project, omdat ze langere tijd meededen.
De 39 borden beginnen plat en naarmate de geschiedenislijn recenter is, krijgen ze steeds meer reliëf. Dit wordt uitgelegd als een verbeelding van het toenemen van de onafhankelijk- en gelijkheid van vrouwen. Dit reliëf is veelal lijkend op een vulva.
Naast genoemde bewerkingen zijn er ook tijdlijnen, banieren en publicaties verschenen met informatie en achtergronden van de vrouwen die gerepresenteerd zijn.
Wat de tijd ook zal doen met het werk zelf: het onderzoek naar de  vrouwen is een van de eerste aanzetten geweest om de feitelijke (vrouwen-)geschiedenis opgenomen te zien in de algemene (meestal mannen) geschiedenis.

## Hoe werd het ontvangen
The Dinner Party werd zowel heel enthousiast als zeer kritisch ontvangen. Het werd gezien als een fantastisch voorbeeld van feministische kunst: zoveel detail, zoveel gelaagdheid in het werk en met (zoveel) vrouwen die gepresenteerd worden op hun belang in plaats van hun (naakte) lichaam.
Maar ook geluiden als dat het een beeld is, dat zo in dienst staat van een boodschap, zonder dat het een onafhankelijke kunstzinnige uiting is geworden.

Ook vanuit de vrouwenhoek was er commentaar: belachelijk dat bij het uitbeelden van deze vrouwen Chicago gebruikmaakt van plastische beeldmiddelen die sterk refereren aan vagina's. Alsof elke vrouw alleen haar geslachtsdeel is. Een belediging voor die fantastische vrouwen die juist meer waren dan dat. Weer anderen vonden dat juist heel sterk.
Kritiek ook op de voornamelijk blanke aanwezigheid. Als aanvulling op The Dinner Party maakte Patricia Kaersenhout daarom een eigen tafel voor de vrouwen van kleur die destijds niet op de gastenlijst stonden. Deze tafel kreeg de titel Guess who's coming to dinner too?.
En sommigen vonden het werken met onbetaalde arbeid ook discutabel.